# Cape Clear Island
Cape Clear Island (auch Clear Island; gäl. Cléire oder Oileán Chléire) ist die südlichste bewohnte Insel Irlands, bzw. nach dem 6,5 km südwestlich gelegenen unbewohnten Fastnet Rock die zweitsüdlichste überhaupt. Sie liegt im Südwesten des County Cork, ist drei Kilometer lang, max. 1,5 km breit und hat etwa 120 Bewohner. Ein Isthmus teilt sie in zwei ungleiche Hälften. Ihr Nordhafen ist von Baltimore oder von Schull auf der Mizen-Halbinsel aus per Boot zu erreichen. Der Südhafen ist Liegeplatz für Jachten.
Die Ruine einer einfachen rechteckigen mittelalterlichen Kirche steht an der Stelle eines älteren Klosters, das mit dem Heiligen Ciarán (St. Kieran) der Iroschottischen Kirche in Verbindung gebracht wird, der hier geboren sein soll, was umstritten ist, von den Einheimischen aber verbreitet wird. Die Kirche ist seit 1693 eine Ruine und gehört zu den geschützten Nationalmonumenten.

## Gliederung
Cape Clear Island gliedert sich in 18 Townlands:
1. Ardgort (An tArdghort)
2. Ballyieragh South (Baile Iarthach Theas)
3. Ballyieragh North (Baile Iarthach Thuaidh)
4. Carhoona (Ceathrúna)
5. Killickaforavane (Cill Leice Fórabháin)
6. Knockanacohig (Cnocán an Choimhthigh)
7. Knockannamaurnagh (Cnocán na mBairneach)
8. Keenleen (Coinlín)
9. Comillane (Comalán)
10. Croha West (Crathach Thiar)
11. Croha East (Crathach Thoir)
12. Glen West (Gleann Iarthach)
13. Glen Middle (Gleann Meánach)
14. Glen East (Gleann Oirtheach)
15. Gortnalour (Gort na Lobhar)
16. Lissamona (Lios Ó Móine)
17. Illauneana Island (Oileán Éinne)
18. Illaunnagart Island (Oileán na gCeart)

## Archäologische Fundplätze auf Clear Island
- das O’Driscoll Castle von 1200 n. Chr.
- drei mittelalterliche Kinderfriedhöfe
- ein Boulder Burial
- ein gut erhaltenes Ringfort Dún an Óir („Dun aus Gold“)
- das südlichste Passage Tomb Irlands, auf dem höchsten Punkt der Insel gelegen, mit einer Felsritzung, gefunden 1880
- der „Cape Clear Stone“, ein Stein mit keltischem Dekor im La-Tène-Stil von 600 bis 400 n. Chr., später mit Kreuz und Inschrift versehen
- ein Stein mit Cup-and-Ring-Markierungen, heute im Cape Clear Museum
- zwei Fulachta Fiadh
- zwei Cross-Slabs
- zwei eisenzeitliche Promontory Forts von 600 bis 400 n. Chr.
- zwei Heilige Quellen; eine wird am St.-Kieran’s-Tag, dem 5. März, aufgesucht
- die Steinreihe von Comillane, im Norden
- zwei Menhire als Steinpaar (die „Marriage stones“, einer als Lochstein), datiert auf 4000–2500 v. Chr.[3]

Die Insel ist ein Vogelparadies und beherbergt eine Vogelstation.